# Artyom Sergeyev
Artyom Fyodorovich Sergeyev (em russo: Артём Фёдорович Сергеев; 5 de março de 1921 - 15 de janeiro de 2008) foi o filho adotivo de Josef Stalin. Tornou-se major-general das forças armadas soviéticas.

## Vida
O pai biológico de Sergeyev, Fyodor Sergeyev, um amigo próximo de Stalin, morreu no acidente de trem Aerowagon em 1921. Lênin iniciou a adoção seguinte por Stalin. Seu serviço militar começou em 1938, aos 17 anos, e ele foi ativo na luta contra as tropas alemãs na Segunda Guerra Mundial. Foi nomeado tenente-coronel aos 23 anos e continuou servindo no exército após a guerra.
Escreveu dois livros sobre a guerra e Stalin. Sua primeira esposa foi Amaya Ruiz Ibárruri, filha da política comunista espanhola Dolores Ibárruri.
Ele está enterrado no Cemitério Kuntsevo em Moscou.